# تیفانی سورنپائو
تیفانی سورنپائو (تایلندی: ทิฟฟานี่ ดารุณี สอนเผ่า؛ زادهٔ ۲۲ مهٔ ۱۹۹۸) بازیکن فوتبال اهل تایلند است.
وی همچنین در تیم ملی فوتبال زنان تایلند بازی کرده‌است.